# Kosta Barbarouses
Konstantinos Barbarouses (Wellington, 1990. február 19. –) új-zélandi válogatott labdarúgó, a Wellington Phoenix játékosa.
Bekerült a 2007-es U17-es labdarúgó-világbajnokságon, a 2012-es nyári olimpián, a 2009-es U20-as labdarúgó-világbajnokságon, a 2008-as, a 2012-es és a 2016-os OFC-nemzetek kupáján, valamint a 2017-es konföderációs kupán részt vevő keretbe.

## Statisztika
| Válogatott | Szezon   | Mérkőzés | Gól |
| ---------- | -------- | -------- | --- |
| Új-Zéland  | 2008     | 1        | 0   |
| Új-Zéland  | 2009     | 0        | 0   |
| Új-Zéland  | 2010     | 0        | 0   |
| Új-Zéland  | 2011     | 3        | 0   |
| Új-Zéland  | 2012     | 13       | 2   |
| Új-Zéland  | 2013     | 7        | 0   |
| Új-Zéland  | 2014     | 4        | 0   |
| Új-Zéland  | 2015     | 1        | 0   |
| Új-Zéland  | 2016     | 8        | 1   |
| Új-Zéland  | 2017     | 5        | 0   |
| Összesen   | Összesen | 42       | 3   |

## Sikerei, díjai

### Klub
- Brisbane Roar
  - Ausztrál bajnokság – Alapszakasz: 2010–11
  - Ausztrál bajnokság – Rájátszás: 2010–11

- Melbourne Victory
  - Ausztrál bajnokság – Alapszakasz: 2014–15
  - Ausztrál bajnokság – Rájátszás: 2014–15, 2017–18
  - Ausztrál kupa: 2015

- Sydney
  - Ausztrál bajnokság – Alapszakasz: 2019–20
  - Ausztrál bajnokság – Rájátszás: 2019–20

### Válogatott
- Új-Zéland U17
  - U17-es OFC-bajnokság: 2007

- Új-Zéland
  - OFC-nemzetek kupája: 2008, 2016